# Błękitny maruder

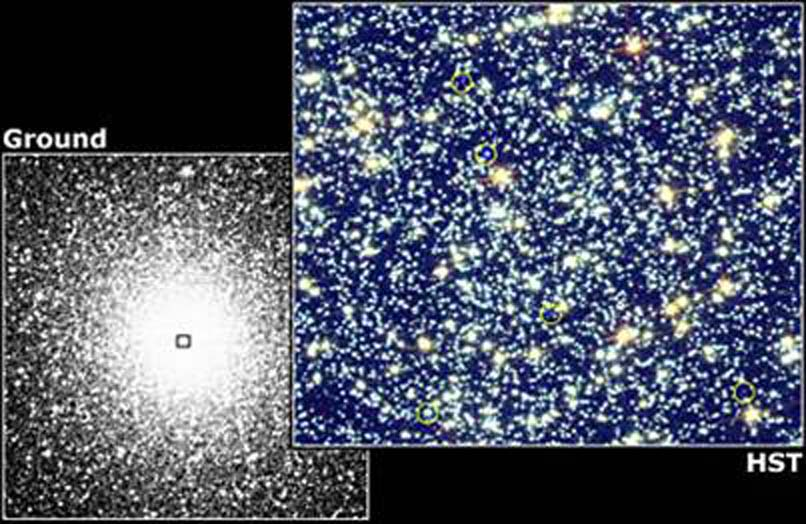
Błękitni maruderzy (zaznaczeni żółtą obwódką) wśród innych obiektów w gromadzie kulistej NGC 104 (47 Tucanae). Zdjęcie z prawej zrobione przez Kosmiczny Teleskop Hubble’a.

Błękitni maruderzy – gwiazdy, które są znacznie gorętsze i bardziej błękitne, niż inne gwiazdy gromady o tej samej jasności, przez co wydają się znacznie młodsze.
Błękitni maruderzy znajdują się w innej części diagramu Hertzsprunga-Russella niż pobliskie, powstałe w zbliżonym czasie, gwiazdy. Ich istnienie wydaje się być niezgodne z teorią ewolucji gwiazd, ponieważ gwiazdy w gromadzie, które powstały mniej więcej w tym samym czasie, powinny tworzyć specyficzny bardzo wąski, dobrze określony pas, z pozycją gwiazdy w tym pasie zależną od jej masy. Błękitni maruderzy znajdują się poza tym pasem i wyglądają jak gwiazdy znacznie młodsze.  Gwiazdy te po raz pierwszy zaobserwował Allan Sandage w 1953 roku w gromadzie Messier 3. 
Błękitni maruderzy powstają zazwyczaj w układach podwójnych. Ich „długoletniość” tłumaczona jest tym, że w trakcie swojego życia ściągają one zewnętrzną otoczkę gazową z ich kompana, pozyskując w ten sposób dodatkowy materiał do fuzji jądrowej i „spowalniając” swoją ewolucję.
Gwiazdy tego typu zostały także odkryte w centrum Galaktyki. Najjaśniejszym błękitnym maruderem na ziemskim niebie jest theta Carinae w gromadzie IC 2602.